# 클라우디아 바솔스
클라우디아 바솔스(Claudia Bassols, 1979년 10월 3일 ~ )는 스페인의 배우이다.

## 출연 작품
- 테이스팅 메뉴 (2013)
- 리턴드 (2013)
- 뱀파이어 네이션 (2012)
- 더 킬러스 (2012)
- 더 이글 패스 (2010)
- 페인트볼 (2009)
- 엘리베이터 (2007)
- 아이언 쉐프 아메리카: 더 시리즈 (2005)